# Ugo Purcaro
Ugo Purcaro (Napoli, 10 giugno 1914 – Napoli, 24 maggio 1987) è stato uno schermidore italiano, specializzato nel fioretto. Ha vinto una medaglia d'oro ai Campionati internazionali di scherma.

## Palmarès
In carriera ha ottenuto i seguenti risultati:

### Mondiali
Individuale
A squadre
- Oro nel fioretto a Losanna 1935

### Campionati italiani
Individuale
- Oro nel fioretto nel 1937

A squadre